# Джордж Баттерворт
Джордж Сейнтон Кей Баттерворт (12 липня 1885 – 5 серпня 1916) — англійський композитор, найбільш відомий завдяки оркестровій ідилії «Береги зеленої верби» (англ. The Banks of Green Willow) та пісням на вірші А. Е. Хаусмена зі збірки «Парубок зі Шропширу» (англ. A Shropshire Lad). Офіцер, учасник Першої світової війни, кавалер Воєнного хреста, герой битви на Соммі, у якій він і загинув.

## Ранні роки

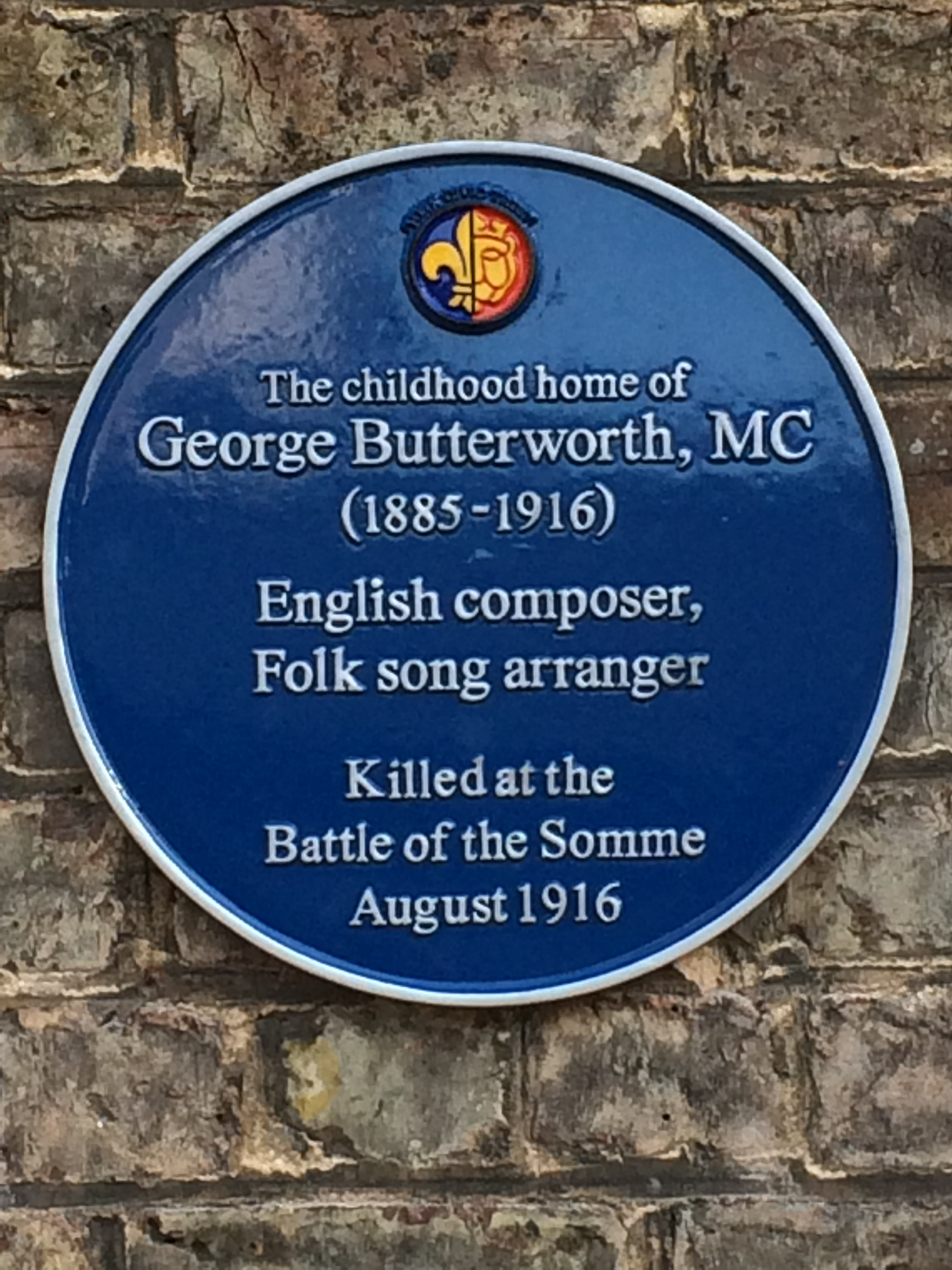
Синя табличка на честь дому в Дріфілд-Террас, Йорк, де минуло дитинство Баттерворта

Баттерворт народився в Паддінгтоні, Лондон. Незабаром після народження сина його сім'я переїхала до Йорка, де його батько, сер Олександр Кей Баттерворт (отримав лицарство 1914 р.), обійняв посаду генерального директора в управлінні Північно-Східної залізниці. Їхній дім у Райзхолмі, на Дріфілд-Террас пізніше став корпусом школи Маунт. У 2016 році, у сторіччя його загибелі на Соммі, біограф Ентоні Мерфі від імені York Civic Trust встановив синю дошку його пам'яті на цій будівлі.
Джордж дістав перші уроки музики від своєї матері, яка була співачкою, і склав перші свої композиції в досить ранньому віці. У дитинстві він грав на органі на службах у каплиці своєї початкової школи, Ейсгарт, де навчався, перш ніж отримав стипендію в Ітонському коледжі. В Ітоні він написав оркестровий твір «Баркарола», який виконували під час його навчання там (на жаль, згодом твір був втрачений).
Продовжив навчання Баттерворт у Трініті-коледжі в Оксфорді, де ще більше зосередився на музичній кар'єрі, ставши президентом університетського музичного клубу. Він потоваришував зі збирачем народних пісень Сесілом Шарпом; композитором і ентузіастом народної пісні Ральфом Воан-Вільямсом; майбутнім директором Королівського коледжу музики Г'ю Алленом; і співаком-баритоном, майбутнім диригентом Адріаном Боултом. Баттерворт і Воан-Вільямс здійснили декілька фольклористичних експедицій по англійській глибинці, збираючи народні пісні (Баттерворт записав понад 450 пісень, переважно в Сассексі в 1907 році, іноді використовуючи фонограф). Творчість обох авторів перебувала під сильним впливом того народно-пісенного матеріалу, що вони зібрали. Баттерворт також був знавцем народного танцю, особливо захоплюючись мистецтвом йоркського морріса. Деякий час він працював в Англійському товаристві народного танцю та пісні (яке сам і заснував у 1906 році) як професійний танцівник морріса, був членом демонстраційної трупи.
Покинувши Оксфорд, Баттерворт почав музичну кар'єру, писав критичні статті для The Times, займався композицією та викладанням у Коледжі Редлі, Оксфордшир. Він також вивчав гру на фортепіано та органі у Королівському музичному коледжі, де співпрацював серед інших з Губертом Перрі. Втім, академічне життя було не для нього і його навчання там тривало менш як рік.
Воан-Вільямс і Баттерворт стали близькими друзями. Саме Баттерворт запропонував перетворити симфонічну поему, над якою той працював, у Лондонську симфонію. Воан-Вільямс згадував:
|  | Одного разу ми розмовляли, коли він сказав у своїй грубій, різкій манері: «Знаєш, тобі слід написати симфонію». Я відповів… що я ніколи не писав симфонії і ніколи не збирався… Мабуть, слова Баттерворта вразили мене, і я все-таки придивився кілька ескізів, які зробив для… симфонічної поеми про Лондон, і вирішив переписати її в симфонічній формі… З того моменту ідея симфонії домінувала в моєму розумі. Я помалу показував Джорджу ескізи, які дописував, і саме тоді я зрозумів, що він мав притаманну дуже небагатьом композиторам чудову силу критично сприймати творчість інших людей і проникати в їхні ідеї та мотиви. Моя вдячність йому ніколи не буде надмірною за все, що він зробив для мене, і його допомога не обмежувалася лише критикою. Оригінальний текст (англ.) We were talking together one day when he said in his gruff, abrupt manner: ‘You know, you ought to write a symphony’. I answered...that I’d never written a symphony and never intended to...I suppose Butterworth’s words stung me and, anyhow, I looked out some sketches I had made for...a symphonic poem about London and decided to throw it into symphonic form...From that moment, the idea of a symphony dominated my mind. I showed the sketches to George bit by bit as they were finished, and it was then that I realised that he possessed in common with very few composers a wonderful power of criticism of other men’s work and insight into their ideas and motives. I can never feel too grateful to him for all he did for me over this work and his help did not stop short at criticism. |

Коли рукопис цього твору втратили (перед початком війни його надіслали до Німеччини чи то на перегляд диригентові Фріцу Бушу, чи для гравіювання), Баттерворт разом із Джеффрі Тойе та критиком Едвардом Дж. Дентом допоміг Воану-Вільямсу відновити його. Автор присвятив симфонію пам'яті Баттерворта після його смерті.

## Участь у Першій світовій війні, загибель і вшанування пам'яті

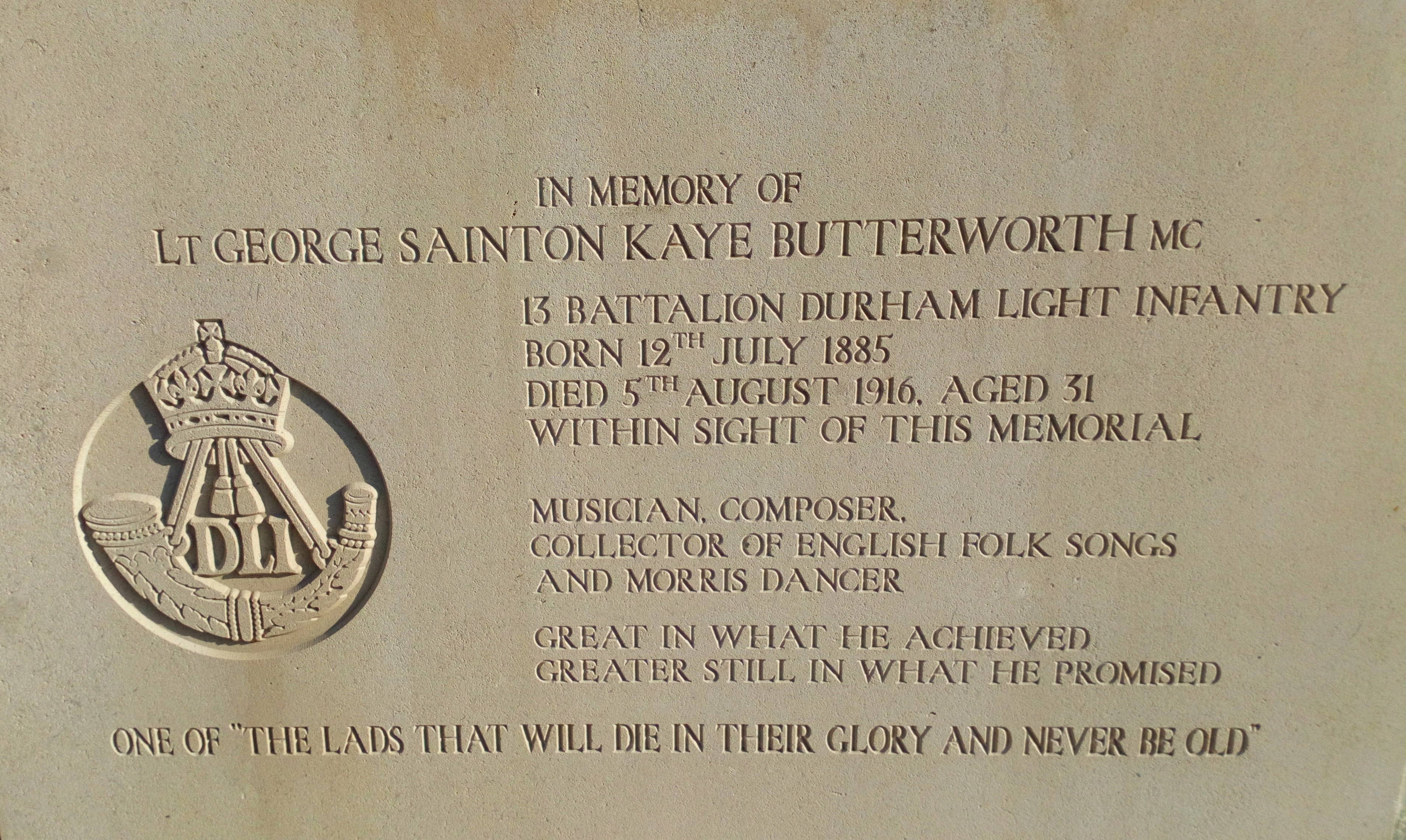
Пам'ятна дошка Дж. Баттерворта в меморіалі Позьєр, на якій написано:

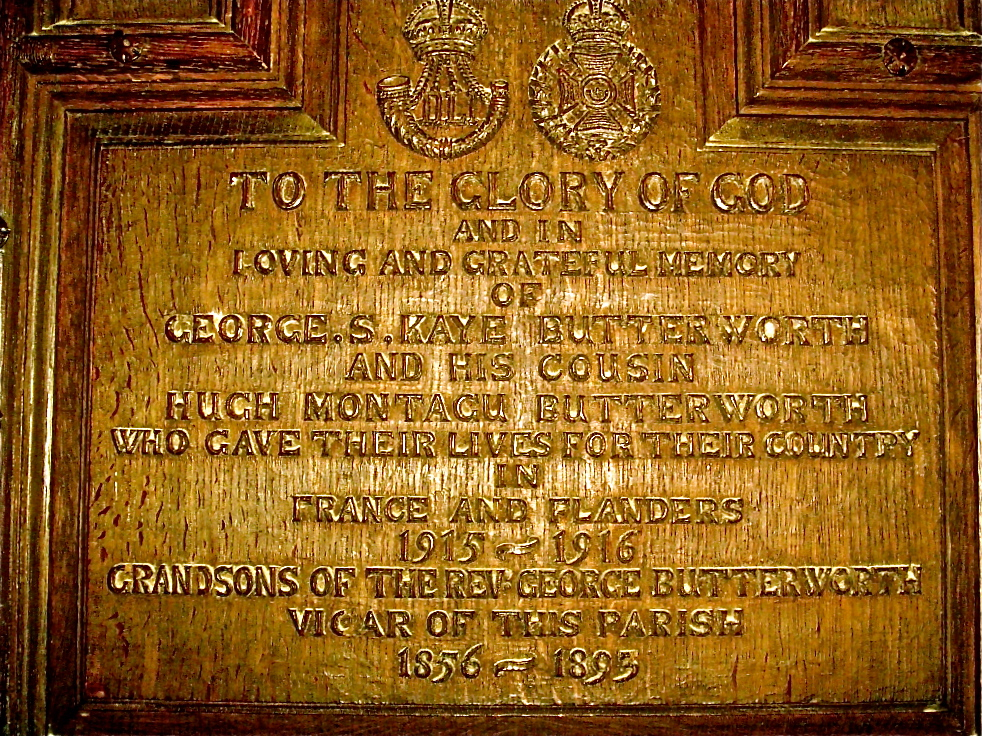
Меморіальна дошка, церква Дірхерст

З початком Першої світової війни Баттерворт разом із кількома друзями (включаючи Джеффрі Тойе та Р. О. Морріса) приєднався до британської армії рядовим у полк легкої піхоти герцога Корнуольського, але незабаром прийняв посаду заступника (2-й лейтенант) у 13-му батальйоні Даремської легкої піхоти (DLI), пізніше він був тимчасово підвищений до лейтенанта. В армії він був відомий як Дж. С. Кей-Баттерворт. Листи Баттерворта сповнені захоплення простими шахтарями графства Дарем, які служили у його взводі. У складі 23-ї дивізії 13-й батальйон даремців відправили в бій для захоплення західних підступів села Контальмезон на Соммі. 16–17 липня 1916 р. Баттерворту та його людям вдалося захопити низку окопів поблизу Позьєра, сліди яких досі можна знайти в невеликому лісі. Під час бою Баттерворт був легко поранений. За свою службу лейтенант Джордж Баттерворт у віці 31 року був нагороджений Військовим хрестом, хоча й не дожив до вручення нагороди. Повідомлення про нагороду в пресі від 25 серпня 1916 р. виглядало так:
|  | За видатну мужність, проявлену в бою. Після поранення командира Баттерворт з умінням і холоднокровністю командував взводом, його енергія і зневага до небезпеки стала чудовим прикладом для цілого фронту. Його ім'я і раніше було відоме завдяки добрій і сумлінній службі. Оригінальний текст (англ.) For conspicuous gallantry in action. After his captain had been wounded, Butterworth commanded his company with great ability and coolness, and with his energy and utter disregard of danger he set a fine example on the front line. His name had previously been brought to notice for good and gallant work. |

Битва на Соммі вступала в найнапруженішу фазу. 4 серпня 23-й дивізії наказали атакувати траншею, відому як Мюнстерська алея, котра перебувала в руках німців. Солдати викопали штурмову траншею, назвавши її на честь свого офіцера траншеєю Баттерворта. Під час відчайдушних боїв у ніч проти 5 серпня, незважаючи на дружній вогонь австралійської артилерії, Баттерворт і його шахтарі захопили й утримали позиції, хоча й зазнали великих втрат. О 04:45 5 серпня, під час шалених спроб німців відбити позиції, Баттерворт був застрелений снайпером у голову. Його тіло побратими нашвидкуруч поховали на краю траншеї, але згодом так і не знайшли для офіційного перепоховання через інтенсивні обстріли в наступні два роки війни.
У листі, який командир його підрозділу, бригадний генерал Пейдж Крофт, написав батькові Баттерворта, повідомляючи про смерть сина, сказано, що він не знав про нагородження Джорджа Військовим хрестом. Також командир був вражений, дізнавшись, що Баттерворт був одним із найперспективніших англійських композиторів свого покоління. Генерал Крофт писав, що Баттерворт був «геніальним музикантом у мирний час і настільки ж блискучим солдатом у часи війни».
Існує плутанина щодо того, яку саме нагороду (чи нагороди) отримав Баттерворт. Є згадки, що він двічі отримав Військовий хрест, але це невірно. Це непорозуміння могло виникнути через те, що хоробрість Баттерворта регулярно згадувалася під час кампанії на Соммі. По-перше, він був згаданий у депешах на початку липня, був рекомендований до нагородження Військовим хрестом «за помітну хоробрість у бою» в Бейліфському лісі 9 липня. Потім – і цього разу нагорода була присуджена – «за командування з великим умінням і холоднокровністю», коли був поранений капітан його взводу і він, попри легке поранення, перебрав командування в бою 16–17 липня. Нарешті, генерал Пейдж Крофт написав батькові Баттерворта, що Джордж заслужив другу медаль тієї ночі, коли загинув. Але в ті роки Військовий хрест не вручали посмертно, тому Джордж Баттерворт не міг бути нагороджений ним вдруге.
Тіло Баттерворта так і не знайшли (хоча його невпізнані останки цілком можуть лежати на сусідньому Меморіалі Позьєр, кладовищі Комісії Співдружності з військових поховань) і його ім'я згадується на Меморіалі Тіепваля.
Твір Джорджа Баттерворта «Береги зеленої верби» стала для багатьох синонімом жертовності його покоління, її також сприймають як гімн для всіх невідомих солдатів. Сер Олександр Баттерворт встановив меморіальну дошку на церкві монастиря Святої Марії, Дірхерст, графство Глостершир, в пам'ять про сина та племінника Г'ю, котрий загинув при Лоосі в 1915 році. (Преподобний Джордж Баттерворт, дід композитора, був вікарієм церкви Святої Марії століття до того.) Сер Олександр також організував друк у 1918 році меморіального альбому в пам'ять про свого сина. Майже всі рукописи Баттерворта передали Воану-Вільямсу, після смерті котрого Урсула Воан-Вільямс передала оригінальні твори до Бодліанської бібліотеки Оксфорда та в зібрання народних пісень EFDSS.
Іменем Баттерворта названо три дороги:
- Butterworth Road у Трічіраппалі, Таміл Наду, Індія
- Butterworth Close у Ньюпорті, Південний Вельс
- Chemin George Butterworth / George Butterworth Lane у Позьєрі на Соммі.

## Творчість

### A Shropshire Ladта інші твори
Джордж Баттерворт не написав багато музики, до того ж до та під час війни він знищив багато своїх творів, якими був незадоволений. Серед тих, що збереглися, вирізняються мелодії, засновані на збірці віршів А. Е. Хаусмена «Шропширський парубок», вони є одними з найвідоміших авторських пісень Англії того часу.
У 1911 і 1912 роках Баттерворт написав одинадцять варіацій на вірші Хаусмена зі збірки «Шропширський парубок»:
1. «Найкрасивіше з дерев» (Loveliest of Trees)
2. «Коли мені був один і двадцять» (When I Was One and Twenty)
3. «Не дивись мені в очі» (Look Not in My Eyes)
4. «Більше не думай, парубче» (Think No More, Lad)
5. «Парубки, яких сотні» (The Lads in Their Hundreds)
6. «Чи моя команда оре?» (Is My Team Ploughing?)
7. «Бредон Гілл» (Bredon Hill)
8. «О, досить добрі небо і рівнина» (Oh Fair Enough Are Sky and Plain)
9. «Коли парубок із тугою зітхає» (When the Lad for Longing Sighs)
10. «На ледачому пагорбі літа» (On the Idle Hill of Summer)
11. «Вулицею моє серце обтяжене» (With Rue My Heart Is Laden)

У цих піснях він не використовував народну музику, за винятком однієї (When I Was One and Twenty), що ймовірно заснована на неідентифікованій народній мелодії. Пісні отримали присвяту Віктору Еннеслі Барінгтон-Кеннету, другу Джорджа Баттерворта з Ітона та Оксфорда (якому також судилося загинути у Франції в 1916 році). Зрештою вони були опубліковані у двох збірках: «Шість пісень зі «Шропширського парубка» (№ 1–6 зі списку вище) та «Бредон Хілл та інші пісні» (7–11), хоча сам композитор не завжди дотримувався такого порядку. Дев'ять пісень були вперше виконані Джеймсом Кемпбеллом МакІннесом (баритон) і композитором (фортепіано) 16 травня 1911 року на зустрічі Музичного клубу Оксфордського університету, організованій Боултом. Незабаром після цього Боулт заспівав кілька пісень на приватному прийомі. На цьому етапі Баттерворт ще не завершив «На ледачому пагорбі літа» і не зробив цього, поки не переїхав до Чейн Гарденс у Лондоні. Можна сказати, що пісні з цієї збірки були серед найбільш часто виконуваних англійських пісенних композицій. Шість пісень із «Шропширського парубка» були вкрай популярною збіркою, а Is My Team Ploughing? найвідомішою піснею. Інша, Loveliest of Trees, стала основою для оркестрової рапсодії Баттерворта 1912 року, яка також називається A Shropshire Lad, та цитує, крім згаданої, також пісню With Rue My Heart Is Laden.
Регулярно проводяться паралелі між похмурими одержимими смертю рядками віршів «Шропширського парубка», написаних у дні Другої англо-бурської війни, та смертю Баттерворта під час Великої війни. Зокрема, у пісні «Парубки, яких сотні» розповідається про юнаків, що покидають батьківщину, щоб «загинути в славі своїй і не зістаритися».
Рапсодія A Shropshire Lad є свого роду постлюдією до збірки пісень. Вперше її виконали 2 жовтня 1913 року на Лідському фестивалі під орудою диригента Артура Нікіша. Твір вплинув на Воана-Вільямса (Пасторальна симфонія), Джеральда Фінці (Севернська рапсодія) та Ернеста Морана (Перша рапсодія). Інші оркестрові твори Баттерворта, короткі й засновані на народних піснях, зібраних ним у Сассексі в 1907 році: «Дві англійські ідилії» (1911) і «Береги зеленої верби» (1913). Їх часто виконують і записують. Прем'єру останнього твору виконав 24-річний Адріан Боулт 27 лютого 1914 року в Вест-Кірбі, Віррал (це фактично був перший професійний концерт Боулта).
Love Blows As the Wind Blows — це варіації на вірші В. Е. Хенлі. Твір існує в трьох формах: для голосу і струнного квартету, голосу і фортепіано і голосу та малого симфонічного оркестру. Оркестрова версія досить помітно відрізняється від інших, не в останню чергу тим, що містить лише три пісні: In the Year That's Come and Gone, Life in Her Creaking Shoes і On the Way to Kew (інші версії включають четверту, Fill a Glass with Golden Wine). Оркестрова версія була фактично останнім твором, над яким Баттерворт працював перед від'їздом до Франції, і свідчить про близкість композитора до стилю Воана-Вільямса, а також про знайомство з музикою Вагнера, Елгара та Дебюссі.
Баттерворт виявив справжній талант, який міг би розквітнути, якби не його рання смерть. «Дві англійські ідилії» та «Береги зеленої верби» показують вміння поводитися з народною піснею у спосіб, якого уникали інші композитори — як зі справжніми будівельними блоками більших музичних форм. Його оригінальна музика (особливо рапсодія A Shropshire Lad і оркестровий цикл пісень Love Blows As The Wind Blows) має делікатність, яка нагадує Дебюссі чи Ібера. Однак є обґрунтовані докази того, що він залишив композицію ще до того, як поїхав до Франції, і можливо не відновив би занять, якби повернувся. Цілком ймовірно, що він зіткнувся би зі значним тиском друзів, щоби знову музикувати, оскільки його оркестрові твори (зокрема рапсодія A Shropshire Lad) справили велике враження, але він був цілеспрямованою людиною і навряд чи легко змінив думку під таким тиском. Він залишається, мабуть, найбільш очевидним прикладом «а що б, коли…?», з усіх, що лишили нам поля битв у північній Франції, і приєднується до француза Альберіка Маньяра, іспанця Енріке Гранадоса та німця Руді Стефана як одна з найбільших втрат музики в Першій світовій війні. Великий диригент Карлос Кляйбер бачив у Баттерворті особливий дар. Під час виступу 1978 році з Чиказьким симфонічним оркестром він на подив багатьох виконав, першу «Англійську ідилію» Баттерворта.

## Список композицій
Повні збережені твори Баттерворта:
- Two English Idylls для оркестру (1910—1911)
- A Shropshire Lad, рапсодія для оркестру (1911)
- The Banks of Green Willow для оркестру (1913)
- Love Blows As the Wind Blows, цикл пісень для голосу та фортепіано (або струнного квартету, обидва 1911 – 12) або малого оркестру (1914) на слова Вільяма Ернеста Генлі
- Сюїта для струнного квартету (1910)[16]
- 11 пісень зі «Шропширського парубка» (тобто збірка Six Songs from A Shropshire Lad та збірка Bredon Hill and Other Songs) (1910—1911)
- Народні пісні з Сассекса (1912)
- Haste On, My Joys! (дата невідома, ймовірно до 1906 р.), пісня на слова Роберта Бріджеса
- I Will Make You Brooches (дата невідома) на слова Роберта Луїса Стівенсона
- I Fear Thy Kisses (1909) на слова Персі Біші Шеллі
- Requiescat (1911) пісня на слова Оскара Уайльда
- In The Highlands, для жіночих голосів і фортепіано (можливо 1912) на слова Р. Л. Стівенсона
- On Christmas Night (можливо 1912) обробка народної пісні для чоловічого хору
- We Get Up In The Morn (можливо 1912) обробка народної пісні для чоловічого хору
- Morris Dance Tunes, книги 8 і 9 (1914)[17]

### Аранжування композицій Баттерворта
- Фантазія для оркестру (1914), редакція та завершення Мартіна Єйтса[18]
- Фантазія для оркестру (1914), редакція та завершення Кріса Руссмана[19]
- Дві англійські ідилії (аранжування для фортепіанного дуету Джона Мітчелла, 1999)[20]
- A Shropshire Lad: Rhapsody (аранжування для фортепіано Джона Мітчелла, 2011)[21]
- Сюїта для малого оркестру (аранжування сюїти для струнного квартету Філіпа Брукса, 2012)[22]
- Сюїта для струнного квартету (аранжування для струнного оркестру Крісса Рассмана, 2015)
- Eleven Songs from A Shropshire Lad (з акомпанементом для малого оркестру, аранж. Філіпа Брукса, 2006)[23]
- Six Songs from A Shropshire Lad (з акомпанементом для оркестру Крісса Рассмана, 2015)

## Інші твори
Книга танців, частини 3 (1912) і 4 (1916) в співавторстві з Сесілом Шарпом

## Деякі записи
Усі три оркестрові твори (Дві англійські ідилії, рапсодія Шропширський парубок і Береги зеленої верби)Боулт / LPO (запис 1973); Lyrita SRCD 245
Маррінер / ASMF (запис 1976); Decca 468 802-2
Boughton / English String Orchestra (запис 1986); Nimbus NI 5068
Llewellyn / RLPO (запис 1991); Decca 436 401-2
Elder / Hallé Orchestra (запис 2002); Hallé CD HLL 7503
Russman / BBC National Orchestra of Wales (запис 2015); BIS Records BIS-2195
Тільки дві англійські ідилії
Боулт / Британський симфонічний оркестр (тільки № 1, запис 1922); HMV Cc1129
Dilkes / English Sinfonia (запис 1971); HMV ESD 7101
Карлос Кляйбер / Чиказький симфонічний оркестр (тільки № 1, запис 2 червня 1983); Memories CD
Тейт / Англійський камерний оркестр (запис 1987); EMI CDC7 47945-2
Horvay / Симфонічний оркестр Празького радіо (лише № 2, дата невідома); Artist's Rifles CD41
Wilson / Royal Liverpool PO (запис 2011) Avie
Лише Шропширський парубок: Рапсодія
Боулт / Британський симфонічний оркестр. (запис 1920); HMV 4618AF
Оркестр Боулта / Hallé (запис 1942); VAI Audio VAIA 1067-2
Stokowski / Симфонічний оркестр NBC (запис 1944); Cala CACD 0528
Goossens / Сиднейський симфонічний оркестр  (запис 1952); HMV DB 9792-3
Boult / LPO (запис 1954); Belart CD 461354-2
Barbirolli / Оркестр Халле (запис 1956); Barbirolli Society SJB 1022
Barbirolli / Оркестр Галле; EMI 4577672
Dilkes / English Sinfonia (запис 1971); HMV CSD 3696
Elder / Оркестр Галле (запис 2002); BBC MM 289